# Semotrachia filixiana
Semotrachia filixiana är en snäckart som beskrevs av Alan Solem 1993. Semotrachia filixiana ingår i släktet Semotrachia och familjen Camaenidae. Inga underarter finns listade i Catalogue of Life.